# 范梁
范梁，浙江钱塘人，同进士出身、清朝政治人物。
道光二十年（1840年），登庚子科進士。光绪三年十二月初六，由直隶按察使升任廣西布政使。光绪七年闰七月十七（1881年9月10日），召京另候简用。